# Дегнер, Эрих Вольф
Эрих Вольф Дегнер (нем. Erich Wolf Degner; 8 апреля 1858, Хоэнштайн-Эрнстталь — 18 ноября 1908, Бад-Берка) — немецкий композитор, хоровой дирижёр и музыкальный педагог.
Сын врача. Учился музыке в Веймаре у Карла Мюллерхартунга (1878—1881), затем на протяжении нескольких месяцев совершенствовался в Вюрцбурге под руководством Макса Майер-Ольберслебена и Карла Клиберта. В 1882 г. преподавал музыку в гимназии в Регенсбурге, в 1883 году в частной музыкальной школе в Готе. В 1884—1888 гг. руководил музыкальным обществом в Петтау, создал в городе музыкальную школу, возглавлял мужской хор. Затем до 1891 г. работал в Веймаре, после чего получил приглашение возглавить Музыкальное общество Штирии в Граце. Здесь развернул широкую преподавательскую программу, от клавирной школы перейдя к преподаванию органа, дирижирования, теоретических дисциплин, сформировал также студенческий оркестр; среди учеников Дегнера был, в частности, Йозеф Маркс.
В 1902 г. был приглашён сменить своего наставника Мюллерхартунга во главе Веймарской оркестровой школы, в 1906 году получил звание профессора, однако вскоре скончался от рака.
Композиторское наследие Дегнера включает две симфонии, симфонические поэмы «Шествие смерти» (нем. Der Zug des Todes) и «Римское траурное шествие» (нем. Römischer Triumphzug), струнные квартеты, фортепианные и органные сочинения, множество хоровых произведений, песни. Манера Дегнера сформировалась под влиянием Ференца Листа, в более поздних органных работах чувствуется воздействие Макса Регера.